# Gladiator (film 1992)
Gladiator – amerykański film fabularny z 1992 roku w reżyserii Rowdy’ego Herringtona, wyprodukowany przez wytwórnię Columbia Pictures. Główne role w filmie zagrali Cuba Gooding Jr., James Marshall, Brian Dennehy i Robert Loggia.
Premiera filmu odbyła się 6 marca 1992 w Stanach Zjednoczonych.

## Fabuła
Film opisuje historię Tommy’ego Rileya (James Marshall), utalentowanego młodego boksera, który przenosi się wraz ze zubożałym ojcem z zamożnych przedmieść Chicago do dzielnicy nędzy. Mężczyzna wplątuje się w przypadkową bójkę, której świadkiem jest organizator nielegalnych meczów bokserskich. Za namową organizatora Tommy staje na ringu i odnosi sukcesy. Pieniędzmi uzyskanymi z walk chce spłacić długi ojca. W klubie zaprzyjaźnia się z czarnoskórym Abrahamem Hainesem (Cuba Gooding Jr.). Menedżer organizuje ich pojedynek.

## Obsada
- Cuba Gooding Jr. jako Abraham Lincoln Haines
- James Marshall jako Tommy Riley
- Robert Loggia jako Pappy Jack
- Jon Seda jako Romano Essadro
- Brian Dennehy jako Jimmy Horn
- Ossie Davis jako Noah
- T.E. Russell jako Spits
- Cara Buono jako Dawn
- John Heard jako John Riley

## Produkcja
Zdjęcia do filmu kręcono w Kolumbii Brytyjskiej (Kanada) oraz w Chicago.

## Odbiór
Film Gladiator spotkał się z negatywną reakcją krytyków. W serwisie Rotten Tomatoes, 25% z 12 recenzji filmu jest pozytywne (średnia ocen wyniosła 4,4 na 10).